# Levico Terme
Levico Terme é uma comuna italiana da região do Trentino-Alto Ádige, província de Trento, com cerca de 7.305 habitantes (fev/2009). Estende-se por uma área de 62 km², tendo uma densidade populacional de 102 hab/km². Faz divisa com Frassilongo, Vignola-Falesina, Borgo Valsugana, Pergine Valsugana, Novaledo, Tenna, Asiago (VI), Caldonazzo, Luserna e Rotzo (VI).